# Aermacchi S-211
Aermacchi S-211 là một máy bay huấn luyện/cường kích quân sự trang bị 1 động cơ phản lực, được thiết kế và giới thiệu trên thị trường bởi hãng SIAI Marchetti với tên gọi S.211. Khoảng 60 máy bay đã được bán cho không quân các nước trên thế giới. Aermacchi mua giấy phép sản xuất vào năm 1997.

## Phát triển
SIAI Marchetti bắt đầu công việc vào năm 1976, với hy vọng chào hàng cung cấp cho các khách hàng là những lực lượng không quân nhỏ đang sử dụng loại máy bay huấn luyện động cơ piston SF.260. Lễ công bố chính thức loại máy bay này diễn ra ở Paris vào năm sau đó, sự quan tâm đủ lớn để hãng chế tạo hai nguyên mẫu, chiếc đầu tiên bay vào ngày 10 tháng 4-1981.
S.211 là đối thủ thua cuộc trong cuộc cạnh tranh lựa chọn máy bay cho chương trình Hệ thống máy bay huấn luyện sơ cấp chung (Joint Primary Aircraft Training System - JPTATS0 của Không quân Mỹ. Mẫu máy bay giành chiến thắng là Raytheon/Pilatus, sau này trở thành T-6 Texan II. Đội thiết kế S-211 cộng tác với Grumman, và sau đó là Northrop Grumman sau năm 1994.
Cũng như nhiều máy bay huấn luyện quân sự khác, S-224 có thể trang bị vũ khí để huấn luyện hoặc cho các nhiệm vụ cường kích hạng nhẹ.
Haiti đã đặt mua 4 chiếc, nhưng không có khả năng để thanh toán. Chúng đã được bán cho những công ty dân sự và các nhà sưu tập. CEO của Oracle Corporation là Larry Ellison đã mua 1 chiếc.

## Các phiên bản
S-211phiên bản sản xuất ban đầu
S-211Aphiên bản mạnh hơn, phát triển với sự cộng tác của Grumman cho JPATS.
M-311phiên bản nâng cấp của Aermacchi năm 2004

## Các quốc gia sử dụng
Haiti
 Philippines
- Không quân Philippines - (25 chiếc, bao gồm 15 chiếc được lắp ráp tại nhà máy Philippine Aerospace Development Corporation ở Philippines - 21 chiếc còn hoạt động, chỉ 3 chiếc hoạt động đầy đủ) 1 chiếc bị mất ở Palawan.

 Singapore
- Không quân Cộng hòa Singapore - (30 chiếc, bao gồm 24 được lắp ráp tại nhà máy Singapore Aircraft Industries)

 Hoa Kỳ

## Thông số kỹ thuật (S-211A)

### Đặc điểm riêng
- Phi đoàn: 2
- Chiều dài: 9,5 m (31 ft 2 in)
- Sải cánh: 8,5 m (27 ft 11 in)
- Chiều cao: 3,7 m (12 ft 2 in)
- Diện tích cánh: 12,6 m² (136 ft²)
- Trọng lượng rỗng: 1.850 kg (4.070 lb)
- Trọng lượng cất cánh: n/a
- Trọng lượng cất cánh tối đa: 2.750 kg (6.050 lb)
- Động cơ: 1× Pratt & Whitney JT15D-4C, 11,1 kN (2.500 lbf)

### Hiệu suất bay
- Vận tốc cực đại: 665 km/h (359 knots, 416 mph)
- Tầm bay: 2.848 km (1.538 nm, 1.780 miles)
- Trần bay: 12.800 m (42.000 ft)
- Vận tốc lên cao: 1.555 m/phút (5.100 ft/phút)
- Lực nâng của cánh: n/a
- Lực đẩy/trọng lượng: n/a
- Gia tốc giới hạn: +7.33g (+71.9 m/s²)/−3.5g (−34 m/s²)

### Vũ khí
- 660 kg (1.455 lb) vũ khí với 4 giá treo, bao gồm súng, bom và rocket.

### Máy bay có tính năng tương đương
- CASA C-101
- Dassault/Dornier Alpha Jet